# Android 10

Логотип Android Q

Android 10 Q — є десятим основним випуском і сімнадцятою версією операційної системи Android. Перша бета-версія Android Q була випущена 13 березня 2019 року для всіх смартфонів Google Pixel. Остаточний випуск Android Q планувалося випустити в третьому кварталі 2019 року. Реліз відбувся 3 вересня 2019 року.

## Історія
13 березня 2019 року компанія Google випустила першу бета-версію Android Q виключно на своїх телефонах Pixel. Завдяки попиту, бета також була розширена на перше покоління пристроїв Google Pixel. У загальному підсумку, шість версій бета/релізів планувалося випустити до фінального випуску, який було зроблено у третьому кварталі 2019 року.
За даними Android Police, більша частка телефонів підтримуватиме Android Q beta цього року в порівнянні з попередньою бета-версією Android Pie.
Починаючи з березня 2023 року компанія Google перестала оновлювати систему безпеки

## Дати релізів[6]
- 13 березня: запущено першу бета-версію для розробників Android 10.
- Початок квітня: запуск Android Q beta 2 близько 1 квітня.
- Початок травня: Android 3.0 beta 3 планується напередодні 1 травня.
- Початок червня: остаточне додаткове оновлення, запуск бета № 4.
- Липень: бета-5.
- Серпень: бета-6.
- 3 вересня: фінальний реліз.

## Нововведення[1]
Надання ширших можливостей користувачу керувати доступом до локаціїПочинаючи з Android Q, ОС допомагає користувачам мати більше контролю над тим, коли програми можуть отримати дані про розташування. Як і в попередніх версіях ОС, програми можуть отримувати дані про локацію лише після того, коли програма зробила запит на отримання дозволу і користувач його надав.
Особливо чутливим є доступ додатків до місця розташування, у той час коли програма перебуває у фоновому режимі. Android Q надає користувачам можливість налаштовувати доступ додатка на отримання даних про локацію у два способи: або лише коли програма використовується, або весь час у фоновому режимі.
Більше захисту конфіденційностіОкрім змін стосовно локації, проводяться подальші оновлення, щоб забезпечити прозорість, надати користувачам контроль і можливість захистити особисті дані.
В Android Q операційна система надає користувачам ще більше контролю над програмами, контролюючи доступ до спільних файлів. Користувачі зможуть контролювати доступ додатків до фотографій і відео або колекцій аудіо за допомогою нових запитів на дозвіл. Для теки Downloads, програми повинні використовувати системний застосунок — File Picker, який дозволяє користувачеві вирішувати які файли з Downloads додаток може використовувати.
Спільний доступ до ярликівУ Android Q, процес обміну користувачем вмістом, подібним до фотографій з кимось у іншій програмі, стає швидше та простіше за допомогою механізму спільного доступу до ярликів, що дозволяє користувачам переходити безпосередньо в іншу програму для обміну вмістом.
Панель налаштуваньТепер користувач зможе керувати ключовими системними налаштування безпосередньо в контексті програми, через новий функціонал панелі налаштувань, який використовує функцію Slices, яка була введена в Android 9 Pie.
Панель параметрів — це плаваючий інтерфейс, який викликається з програми, щоб відображати системні налаштування, які можуть знадобитися користувачам, такі як: підключення до Інтернету, NFC та гучність звуку.
Камера, медіа, графікаAndroid Q надає підтримку спеціального формату для фотографій, який виводить більш деталізовану інформацію, яка може бути використана для створення ефекту розмиття. Програми роблять запит на файли JPEG із даними про метадані глибини та карту глибини, які можуть використовувати додатки для редагування фотографій та створення ефектів на зображеннях. Ці дані можна також використовувати для створення 3D-зображень або в майбутньому підтримувати AR фото.

### Інші нововведення[1]
- Покращена конфіденційність: обмежений доступ до ідентифікаторів пристроїв, які не можна скидати.
- Підтримка відеокодека AV1, відеоформату HDR10+ та аудіо-кодека Opus.
- Вбудований MIDI API, що дозволяє взаємодіяти з музичними контролерами. Використовуватиметься програмами, які виконують обробку звуку засобами мови C ++.
- Краща підтримка біометричної автентифікації в додатках.
- Вбудована підтримка складних телефонів для програм і самого Android.
- Покращена технологія однорангового доступу та підключення до Інтернету.